# Le Hibou II
Ne doit pas être confondu avec Le Hibou I.
Pour les articles homonymes, voir Hibou (homonymie).
Daniel Dreiberg dit Le Hibou (Nite Owl en VO), est un personnage de fiction de la série Watchmen. Il a été créé par Alan Moore et Dave Gibbons et est apparu pour la première fois dans Watchmen #1 (1986). Il s'agit du second super-héros à porter ce nom après Hollis Mason.

## Biographie

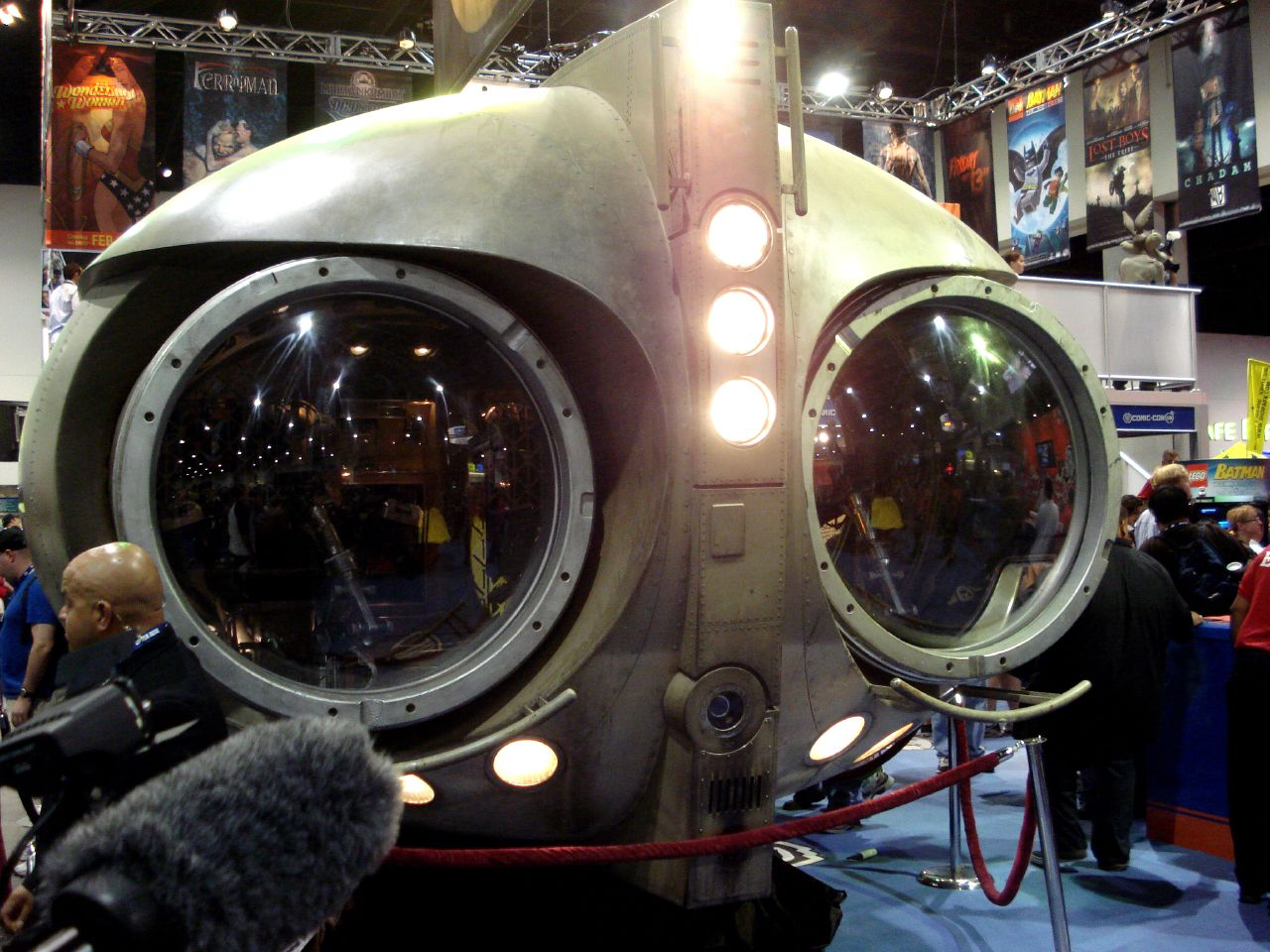
« Archie », l'aéronef du Hibou.

Daniel Dreiberg prit la succession de Hollis Mason en tant que Hibou. Fils d'un banquier d'affaires, passionné d'ornithologie, il employa son héritage à fabriquer l'équipement qu'il utilise en tant que super-héros : costumes adaptés à toutes les situations (y compris la plongée sous-marine et le climat polaire), gadgets (lance-grappin, lunettes de vision nocturne), armes (rayon laser), véhicules... 
En particulier, il a construit « Archie », un aéronef capable d'opérer aussi bien dans les airs que sous les mers, et équipé d'armes (lance-flamme, missiles) et de gadgets comme les haut-parleurs diffusant un hurlement capable de mettre hors-combat toute personne dont les oreilles ne sont pas protégées. Le nom de ce vaisseau est le diminutif de celui d'Archimède (en référence au scientifique du même nom), le hibou apprivoisé de Merlin, dans Merlin l'Enchanteur des studios Walt Disney.
Dans les années 1960, il était l'ami et le partenaire de Rorschach, avec qui il travailla pour faire emprisonner le patron de la pègre new-yorkaise. Il était un des rares à vouloir constituer un groupe de super-héros, alors que d'autres, comme le Comédien ou Rorschach, ne voulaient pas entendre parler de cette idée.
Il prit sa retraite en 1977, lorsque les super-héros furent interdits. Il perdit de vue son ami Rorschach, et se contente d'écrire quelques articles d'ornithologie. En 1985, peu après la mort du Comédien, Laurie Juspeczyk renoue le contact avec lui. Avec elle, il redécouvrira la joie d'être un super-héros et reprendra goût à la vie.
À noter que son admiration pour Le Hibou I (Nite Owl I) le pousse à reprendre le flambeau et à engloutir son héritage dans la création de gadgets, variations sur le thème du Hibou toujours, comme des « poupées GI JOE avec plein de costumes différents », comme le souligne Laurie. Dreiberg n'existe et ne vit vraiment que dans son costume, point également soulevé par Laurie quand il arrive enfin à lui faire l'amour à bord d'Archie (et après son échec sur le divan).

## Before Watchmen
Son passé, ses premiers faits d'armes avec Rorschach et ses débuts en tant que justiciers sont narrés dans le recueil qui lui est consacré.